# 千葉県道262号幕張八千代線
千葉県道262号 幕張八千代線（ちばけんどう262ごう まくはりやちよせん）は、千葉県千葉市花見川区幕張本郷二丁目の国道14号との交点を起点とし、京葉道路との交点である武石インターチェンジ、習志野市実籾の「実籾町3丁目交差点」を経て、千葉県八千代市大和田新田の国道296号との交点である「市役所入口」交差点を終点とする一般県道である。

## 路線データ
- 起点：千葉市花見川区幕張本郷二丁目（国道14号交点）
- 終点：八千代市大和田新田、「市役所入口」交差点
- 総延長：*.* km（千葉土木事務所管内：*.* km）
- 重用延長：*.* km（千葉土木事務所管内：*.* km）
- 実延長：5.223 km（千葉土木事務所管内：5.223 km[1]）

## 路線状況
八千代方面から京葉道路（武石インターチェンジ）への接続道路となるため交通量が多い反面、特に八千代市内では住宅地を貫通するため歩道が無かったり、狭かったりする箇所や、約900mの区間は時間指定（7:00 - 19:00）の一方通行で、指定時間内に北方向へ向かうには迂回を必要とするなど問題が多い。
また、習志野市実籾と千葉市花見川区長作町にまたがる京成本線実籾第4号踏切道で日常的に渋滞が発生していたことから立体交差化工事が進められ、2016年（平成28年）3月30日に立体交差部が開業した。
長作交差点の前後から武石インターチェンジにかけての区間（都市計画道路 美浜長作町線）は線形改良および拡幅が計画されており、土地収用が終了した部分から順次工事が行われている。2019年2月26日の都市計画変更によれば、開通は2025年（令和7年）度以降を予定。

### 重複区間
- 千葉県道57号千葉鎌ケ谷松戸線（起点 - 習志野市実籾、「実籾町三丁目」交差点）

## 地理

### 通過する自治体
- 千葉県
  - 千葉市 （美浜区、花見川区）
  - 習志野市
  - 八千代市

### 交差する道路
- 国道14号（千葉市美浜区幕張西二丁目、起点）
- E14 京葉道路（千葉市花見川区武石町、武石IC）
- 千葉県道57号千葉鎌ケ谷松戸線（習志野市実籾町三丁目、「実籾町3丁目」交差点）
- 千葉県道69号長沼船橋線（習志野市実籾町三丁目、「長作交差点」）
- 国道296号（八千代市大和田新田、「市役所入口」交差点、終点）